# 三斑丽蛛
三斑丽蛛（学名：Chrysso trimaculata），又名三斑金姬蛛，为球蛛科丽蛛属的动物。分布于台湾岛以及中国大陆的湖南、海南、福建、贵州、《越南》等地，多见于山区灌木林中。该物种的模式产地在福建武夷山。